# Chrysocale quadripunctata
Chrysocale quadripunctata är en fjärilsart som beskrevs av Paul Dognin 1897. Chrysocale quadripunctata ingår i släktet Chrysocale och familjen björnspinnare. Inga underarter finns listade i Catalogue of Life.